# Swansea East (circonscription du Senedd)
Pour les articles homonymes, voir Swansea (homonymie).
Ne doit pas être confondu avec Swansea East (circonscription britannique).
Swansea East est une circonscription de l'Assemblée nationale du pays de Galles.

## Membres de l'Assemblée
| Élection | Élection | Membre      | Parti  | Portrait |
| -------- | -------- | ----------- | ------ | -------- |
|          | 1999     | Val Feld    | Labour |          |
|          | 2001     | Val Lloyd   | Labour |          |
|          | 2011     | Mike Hedges | Labour |          |

## Élections

### Élections dans les années 2010
| Élections de l'Assemblée galloise 2016: Swansea East |                   |                  |        |       |       |
| Parti                                                | Parti             | Candidat         | Votes  | %     | ±     |
|                                                      | Labour            | Mike Hedges      | 10,726 | 52.1  | -6.2  |
|                                                      | UKIP              | Clifford Johnson | 3,274  | 15.9  | +15.9 |
|                                                      | Plaid Cymru       | Dic Jones        | 2,744  | 13.3  | +0.9  |
|                                                      | Conservateur      | Sadie Vidal      | 1,729  | 8.4   | -6.2  |
|                                                      | Liberal Democrats | Charlene Webster | 1,574  | 7.6   | -1.2  |
|                                                      | Green             | Tony Young       | 529    | 2.6   | +2.6  |
| Majorité                                             | Majorité          | Majorité         | 7,452  | 36.2  | -7.6  |
| Participation                                        | Participation     | Participation    | 20,756 | 35.7  | +4.5  |
|                                                      | Labour hold       | Labour hold      | Swing  | -11.1 |       |

| Élections de l'Assemblée galloise 2011: Swansea East |                   |                |        |      |       |
| Parti                                                | Parti             | Candidat       | Votes  | %    | ±     |
|                                                      | Labour            | Mike Hedges    | 11,035 | 58.4 | +16.9 |
|                                                      | Conservateur      | Dan Boucher    | 2,754  | 14.6 | +4.8  |
|                                                      | Plaid Cymru       | Dic Jones      | 2,346  | 12.4 | −3.1  |
|                                                      | Liberal Democrats | Robert Samuel  | 1,673  | 8.8  | −8.7  |
|                                                      | BNP               | Joanne Shannon | 1,102  | 5.8  | N/A   |
| Majorité                                             | Majorité          | Majorité       | 8,281  | 43.8 | +19.9 |
| Participation                                        | Participation     | Participation  | 18,910 | 31.2 | −3.8  |
|                                                      | Labour hold       | Labour hold    | Swing  |      |       |

### Élections dans les années 2000
| Élections de l'Assemblée galloise 2007: Swansea East |                   |                   |        |      |      |
| Parti                                                | Parti             | Candidat          | Votes  | %    | ±    |
|                                                      | Labour            | Val Lloyd         | 8,590  | 41.5 | −5.7 |
|                                                      | Liberal Democrats | Helen Ceri Clarke | 3,629  | 17.5 | −6.8 |
|                                                      | Plaid Cymru       | Danny Bowles      | 3,218  | 15.5 | +2.7 |
|                                                      | Conservateur      | Bob T. Dowdle     | 2,025  | 9.8  | +3.3 |
|                                                      | Indépendant       | Alan Robinson     | 1,618  | 7.8  | N/A  |
|                                                      | Indépendant       | Ray Welsby        | 1,177  | 5.7  | N/A  |
|                                                      | Indépendant       | Gary D. Evans     | 460    | 2.2  | N/A  |
| Majorité                                             | Majorité          | Majorité          | 4,961  | 23.9 | +0.9 |
| Participation                                        | Participation     | Participation     | 20,717 | 35.0 | +4.6 |
|                                                      | Labour hold       | Labour hold       | Swing  | +0.6 |      |

| Élections de l'Assemblée galloise 2003: Swansea East |                    |                 |        |      |       |
| Parti                                                | Parti              | Candidat        | Votes  | %    | ±     |
|                                                      | Labour             | Val Lloyd       | 8,221  | 47.2 | +1.6  |
|                                                      | Liberal Democrats  | Peter Black     | 4,224  | 24.3 | +5.3  |
|                                                      | Plaid Cymru        | David R. Evans  | 2,223  | 12.8 | −14.6 |
|                                                      | UKIP               | Alan Robinson   | 1,474  | 8.5  | N/A   |
|                                                      | Conservateur       | Peter A. Morris | 1,135  | 6.5  | −1.5  |
|                                                      | Socialist Alliance | Alan Thomson    | 133    | 0.8  | N/A   |
| Majorité                                             | Majorité           | Majorité        | 3,997  | 23.0 | +5.0  |
| Participation                                        | Participation      | Participation   | 17,410 | 30.4 | −5.6  |
|                                                      | Labour hold        | Labour hold     | Swing  | −1.8 |       |

La première élection partielle à l'Assemblée nationale galloise a eu lieu le 27 septembre 2001 à la suite de la mort de la membre du Parti travailliste AM, Val Feld. 
| Élection partielle de Swansea East, 2001 |                           |                   |        |       |       |
| Parti                                    | Parti                     | Candidat          | Votes  | %     | ±     |
|                                          | Labour                    | Val Lloyd         | 7,484  | 58.1  | +12.5 |
|                                          | Plaid Cymru               | John G. Ball      | 2,465  | 19.2  | −8.3  |
|                                          | Liberal Democrats         | Rob Speht         | 1,592  | 12.4  | −6.6  |
|                                          | Conservateur              | Gerald Rowbottom  | 675    | 5.2   | −2.8  |
|                                          | UKIP                      | Tim C. Jenkins    | 243    | 1.9   | N/A   |
|                                          | Green                     | Martyn Shrewsbury | 206    | 1.6   | N/A   |
|                                          | Socialist Alliance        | Alan Thomson      | 173    | 1.3   | N/A   |
|                                          | New Millennium Bean Party | Captain Beany     | 37     | 0.3   | N/A   |
| Majorité                                 | Majorité                  | Majorité          | 5,019  | 38.9  | +20.7 |
| Participation                            | Participation             | Participation     | 12,875 | 22.6  | −13.5 |
|                                          | Labour hold               | Labour hold       | Swing  | −10.0 |       |

### Élections dans les années 1990
| Élections de l'Assemblée galloise 1999: Swansea East |                                  |                |        |      |     |
| Parti                                                | Parti                            | Candidat       | Votes  | %    | ±   |
|                                                      | Labour                           | Val Feld       | 9,495  | 45.6 | N/A |
|                                                      | Plaid Cymru                      | John G. Ball   | 5,714  | 27.4 | N/A |
|                                                      | Liberal Democrats                | Peter Black    | 3,963  | 19.0 | N/A |
|                                                      | Conservateur                     | William Hughes | 1,663  | 8.0  | N/A |
| Majorité                                             | Majorité                         | Majorité       | 3,781  | 18.5 | N/A |
| Participation                                        | Participation                    | Participation  | 20,835 | 36.1 | N/A |
|                                                      | Labour Vainqueur (nouveau siège) |                |        |      |     |